# Garden Valley (Texas)
Garden Valley est un village à environ 7 miles à l'ouest de Lindale, dans le Comté de Smith (Texas), en banlieue de Dallas .
Historiquement, avant la formation de la ville voisine de Van, (6 miles à l'ouest de Garden Valley), vers la fin des années 1920 lorsque le pétrole a été découvert là, Garden Valley était une ville avec un bureau de poste et un hôtel .  La ville comptait une population de 150 habitants, en 2000.
Garden Valley est le siège de ministères chrétiens  comme  Mercy Ships  et le bureau américain de Jeunesse en Mission .